# Tália
Tália ou Talia (em grego clássico: Θάλεια; romaniz.: Tháleia; "a alegre, a florescente", do grego antigo θάλλειν, thállein: florescer, ser verdejante; em latim: Thalīa) era uma das nove musas da mitologia grega, filhas de Zeus e Mnemósine, filha de Oceano e Tétis. Hesíodo a menciona na Teogonia, diferenciando-a em nome, porém, da Graça Talia.
Tália era a musa da comédia, representada vestindo uma máscara cômica e carregando ramos de hera. É mostrada por vezes portando também um cajado de pastor, coroada de hera, calçada de borzeguins e com uma máscara na mão. Muitas de suas estátuas têm um clarim ou porta-voz, instrumentos que serviam para sustentar a voz dos autores na comédia antiga.
De acordo com o pseudo-Apolodoro, ela e Apolo eram os pais dos Coribantes. Outras fontes antigas, no entanto, deram aos Corybantes pais diferentes.

## Representação
Tália era a musa da comédia, representada como uma jovem de aparência alegre, carregando ramos de hera, calçando borzeguins e segurando uma máscara cômica na mão. É mostrada por vezes portando também um cajado de pastor e coroada de hera. Muitas de suas estátuas têm um clarim ou porta-voz, instrumentos que serviam para sustentar a voz dos atores na comédia antiga.
Seu nome significa “florescente”, pois os elogios em suas canções florescem com o tempo.

## Na literatura
Autores antigos, particularmente os Alexandrinos, por vezes dividiam as suas obras em nove partes correspondentes às nove Musas. Uma das aplicações mais conhecidas encontra-se na obra do historiador grego Heródoto, o Inquérito, em que o terceiro livro se chama Talia. Esta divisão, no entanto, não é obra dele, mas é uma criação posterior dos Alexandrinos.
De acordo com o pseudo-Apolodoro, ela e Apolo eram os pais dos Coribantes. Outras fontes antigas, no entanto, deram aos Corybantes pais diferentes.
Ugo Foscolo no poema Dei Sepolcri (vv. 53/56) relata que Parini costumava fazer coroas com um louro que cultivava em seu lugar humilde e pendurá-las na estátua de Tália. Foscolo diz isso para homenagear o poesia satírica de Parini e relembrar a simplicidade e humildade de sua vida, dedicada à poesia. Vittorio Alfieri contará um sonho no poema Nell'ora in cui che Morfeo diffusi (1775). No sonho, Alfieri escala o Parnaso e, após conhecer Melpômene que o elogia pelos sentimentos que o levam à tragédia e o convida a refinar suas ferramentas trágicas, conhece Talia que lhe pisca o olho de forma sedutora. O poeta de Asti, com este poema, quis sublinhar a necessidade de reunir numa mesma obra as duas componentes do teatro, nomeadamente a componente trágica e a componente cómico-satírica.